# Eugène Kalt
Pour les articles homonymes, voir Kalt.
Eugène Jean Baptiste Kalt est un ophtalmologiste français né à Landser (Haut-Rhin) le 24 février 1861 et mort à Paris le 9 mai 1941.
En 1888, alors chef de service d'ophtalmologie à l'Hôtel-Dieu, il présente à l'Académie de médecine de Paris la première utilisation de lentilles de contact pour le traitement du kératocône.

## Œuvres
- Recherches anatomiques et physiologiques sur les opérations de strabisme, A. Delahaye et E. Lecrosnier, Paris, 1886, 90 p.